# Torsten Sallnäs
Torsten Magnus Sallnäs, född den 11 maj 1907 i Vislanda församling, Kronobergs län, död den 26 augusti 1983 i Linköping, var en svensk agronom. Han var bror till Hilding Sallnäs och Birger Sallnäs.
Sallnäs avlade agronomexen vid Alnarp 1932 och vid Kungliga lantbrukshögskolan i Ultuna 1937. Han blev lärare vid Sörängens folkhögskola 1932 och vid Hammenhögs lantmannaskola 1935, organisationschef vid Östergötlands andelsslakteriförening 1938, direktörsassistent där 1941 och verkställande direktör 1945. Han skrev artiklar i fackpressen samt var ledamot av Kungliga Skogs- och Lantbruksakademien. Torsten Sallnäs var riddare av Vasaorden. Han är begravd på Norra griftegården, Linköping.